# Wysokościomierz suwmiarkowy

Budowa wysokościomierza suwmiarkowego

Wysokościomierz suwmiarkowy – przyrząd pomiarowy, który służy do pomiaru wysokości określonego przedmiotu.  Pomiary za pomocą wysokościomierza wykonuje się ustawiając zarówno wysokościomierz jak i mierzony przedmiot na płaskiej powierzchni − najczęściej na  płycie traserskiej. Odczyt wysokości odbywa się za pomocą podziałki na usytuowanej pionowej prowadnicy z wykorzystaniem noniusza.
Wysokościomierz może być zastosowany do nanoszenia rys traserskich na określonej powierzchni przedmiotu.